# П'яццола-суль-Брента
П'яццола-суль-Брента (італ. Piazzola sul Brenta, вен. Piasoła sol Brenta) — муніципалітет в Італії, у регіоні Венето, провінція Падуя.
П'яццола-суль-Брента розташовані на відстані близько 410 км на північ від Рима, 50 км на захід від Венеції, 17 км на північний захід від Падуї.
Населення — 11 265 осіб (2014).

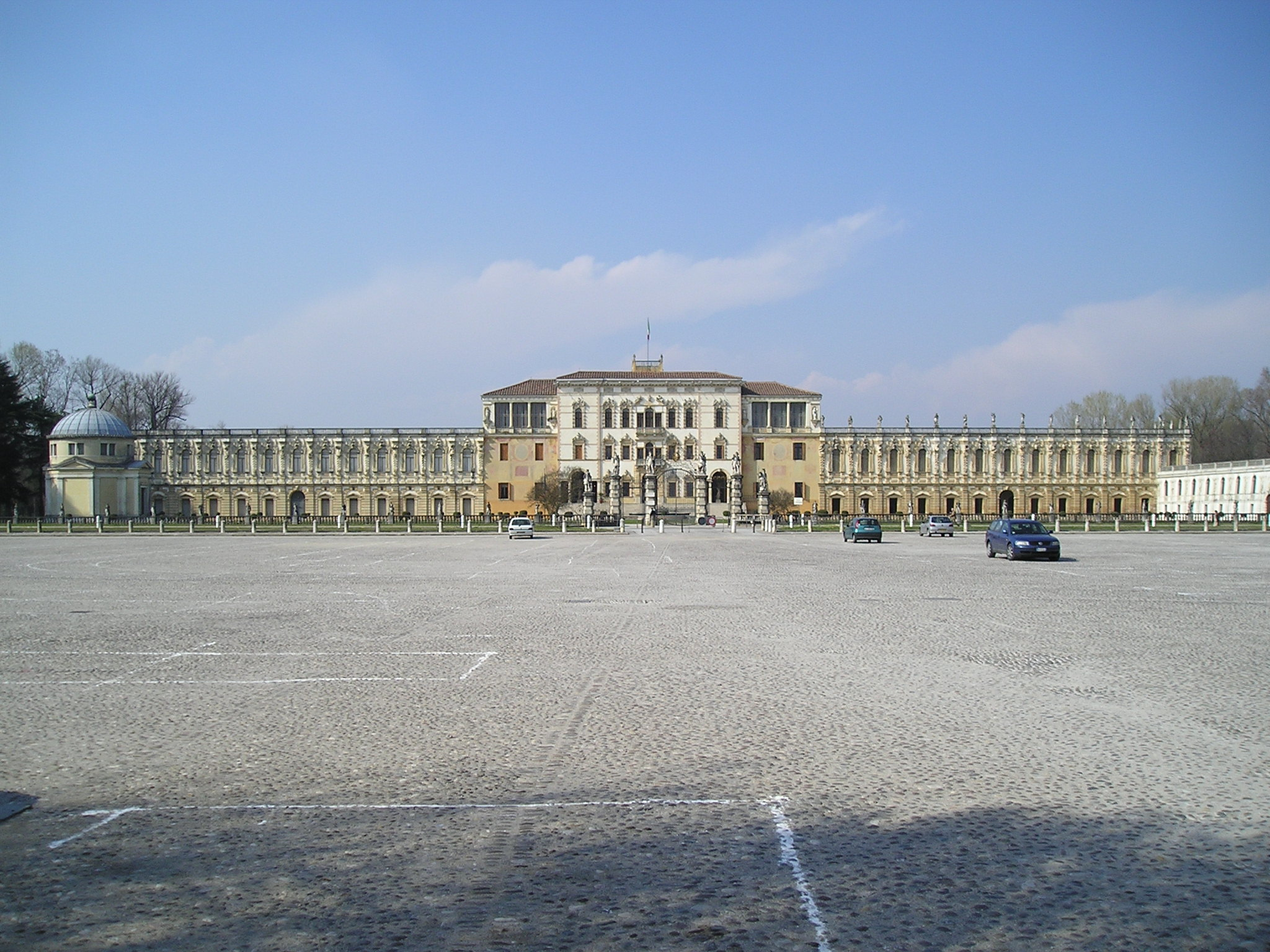

Щорічний фестиваль відбувається 11 листопада. Покровитель — святий Мартин.

## Демографія
Населення за роками:

Станом на 1 січня 2023 року в муніципалітеті офіційно проживало 827 іноземців з 52 країн, серед них 397 громадян країн Євросоюзу та 6 громадян України.

## Сусідні муніципалітети
- Камізано-Вічентіно
- Кампо-Сан-Мартіно
- Камподоро
- Куртароло
- Гаццо
- Гранторто
- Лімена
- Сан-Джорджо-ін-Боско
- Віллафранка-Падована